# Пам'ятник Шопену (Желязова Воля)
Пам'ятник Фридерику Шопену в Желязовій Волі — пам'ятник, що знаходиться в парку поблизу будинку, в якому народився Фридерик Шопен в Желязовій Волі. Автором пам'ятнику є Юзеф Ґославський. Споруджений 1955 року, проте відкритий 13 липня 1969. Цоколь розробила Ванда Ґославська. Відлив здійснено компанією «Бронза декоративна». Відкриття пам'ятника відбулося за участю тодішнього віце-міністра культури і мистецтв Тадеуша Заорського. Існуюча модель пам'ятника кілька разів демонструвалася під час виступів на Міжнародному конкурсі піаністів імені Шопена.
У виданому Польським монетним двором в 2009 році наборі із серії «Відомі медалісти», присвяченому Юзефу Ґославському є медаль авторства Анни Єлонек, реверс якої представляє викарбуваний пам'ятник Шопену в Желязовій Волі. Пам'ятник також зображений у циклі картин Петра Павінського.